# Quo graviora (1825)
 Quo graviora  è una bolla di Papa Leone XII pubblicata il 13 marzo 1826, con la quale il Pontefice condanna nuovamente la Massoneria e la Carboneria. Per dare maggior risalto al proprio testo, il Pontefice cita integralmente la In eminenti apostolatus di Clemente XII (1738), la Providas Romanorum di Benedetto XIV (1751), e la Ecclesiam a Jesu di Pio VII (1821). Il Papa decreta la proibizione dell'appartenenza alle logge massoniche in perpetuo.

## Contenuto

### Obbligo di difesa
Nella formula di saluto, l'autore sottolinea il dovere, che gli era stato assegnato nella Santa Sede e che lo obbligava a preservare la posizione della Chiesa. Già qui minaccia le società segrete per smascherarle al fine di affermare la sua autorità; questo dovere di difesa gli spetta in particolare in quanto successore della Sede di Pietro. Ricorda la bolla In eminenti apostolatus specula pubblicata da Papa Clemente XII e lo elogia come un uomo saggio che ha avuto la lungimiranza di riconoscere e combattere le malefiche macchinazioni dei massoni. Inoltre, anche il suo predecessore Benedetto XIV aveva scoperto le infiltrazioni settarie con la bolla Providas Romanorum e ne aveva diffuso il divieto.

### Le società segrete
Descrive la Massoneria e la Carboneria come società segrete imparentate che avevano tentato di combattere la religione cattolica con riunioni cospiratorie e di lottare contro il potere costituito. Anche il suo predecessore papa Pio VII aveva preso provvedimenti contro queste organizzazioni con la sua lettera di condanna Ecclesiam a Jesu Christo. Secondo il documento, era deplorevole che queste società segrete si stabilissero ora anche nelle università e tenessero riunioni segrete. Queste fiaccole di sedizione avrebbero messo a repentaglio la pace in Europa e portato un nuovo disordine nella società.

### Attacchi alla Chiesa
Gli oppositori della Chiesa avrebbero tentato di attaccarne la fede, l'autorità e l'ordinamento pacifico con l'obbiettivo di distruggerla. L'odio per la sovranità pontificia è in primo piano e i loro attacchi alla divinità di Gesù Cristo sono una prova dei pensieri sovversivi provenienti dalle società segrete.

### Appello contro le società segrete
Con questa lettera, il Papa dichiara il suo dovere di condannare ancora una volta le società segrete, in modo che nessuno possa affermare che questa massima autorità non stia combattendo le loro macchinazioni. È un compito legittimo difendere il futuro della Chiesa e invita tutti i cardinali della Chiesa romana ad operare insieme. Tutti i sacerdoti, i laici e i cristiani cattolici sono chiamati a schierarsi a favore di una società giusta per difenderla da tutti i mali di queste alleanze. Il Pontefice ordina quindi a tutti e a ciascuno, sotto la minaccia della scomunica e della negazione dell'assoluzione, di tenersi lontano da queste società segrete e di non prestarvi mai giuramento di fedeltà.